# Smołdzino
Smołdzino (Schmolsin fino al 1945) è un comune rurale polacco del distretto di Słupsk, nel voivodato della Pomerania.
Ricopre una superficie di 257,24 km² e nel 2004 contava 3 495 abitanti.